# Ferro-richterite
La ferro-richterite (simbolo IMA: Frct) è un raro minerale del supergruppo dell'anfibolo, all'interno del quale viene collocato nel "gruppo degli anfiboli con W(OH,F,Cl)-dominante" e da lì al sottogruppo degli anfiboli di sodio-calcio dove occupa un posto nel "gruppo contenente la radice richterite nel nome"; essendo un anfibolo, appartiene agli inosilicati e pertanto alla famiglia minerale dei "silicati", e possiede composizione chimica Na(NaCa)Fe2+5Si8O22(OH)2.
La ferro-richterite è definita con:
- catione sodio dominante in posizione A
- catione ferro ferroso (Fe2+) dominante in posizione C2+
- anione idrossile (OH-) dominante in posizione W.

## Etimologia e storia
La ferro-richterite prende il nome in base alla sua relazione con la richterite e per il suo contenuto di ferro.
A sua volte il nome radice richterite è stato scelto nel 1865 da Johann Friedrich August Breithaupt in onore di Hieronymus Theodor Richter (1824 - 1898), professore di chimica presso l'Università di Freiberg e uno degli scopritori dell'indio.

## Classificazione
La classica nona edizione della sistematica dei minerali di Strunz, aggiornata dall'Associazione Mineralogica Internazionale (IMA) fino al 2009, elenca la ferro-richterite con il nome ferrorichterite e la colloca nella classe "9. Silicati (germanati)" e da lì nella sottoclasse "9.D Inosilicati"; questa viene suddivisa più finemente in base alla struttura cristallina del minerale, in modo tale che la ferro-richterite possa essere trovata nella sezione "9.DE Inosilicati con catene doppie di periodo 2, Si4O11; clinoanfiboli" dove forma il sistema nº 9.DE.20.
Tale classificazione viene mantenuta anche nell'edizione successiva, proseguita dal database "mindat.org".
Nella Sistematica dei lapis (Lapis-Systematik) di Stefan Weiß la ferro-richterite è nella classe dei "silicati" e da lì nella sottoclasse degli "inosilicati"; qui il minerale si trova nella sezione di quelli che hanno struttura "[Si4O11] a due bande 6-; anfiboli Na-Ca" dove forma il sistema nº VIII/F.09.
Anche la classificazione dei minerali secondo Dana, usata principalmente nel mondo anglosassone, elenca la ferro-richterite nella famiglia dei silicati; qui è nella classe degli "inosilicati: catene doppie non ramificate, W=2" e nella sottoclasse degli "inosilicati: catene doppie non ramificate, configurazione anfibolo W=2" dove forma il "gruppo 3, gli anfiboli sodico-calcici" con il numero di sistema 66.01.03b.

## Abito cristallino
La ferro-richterite cristallizza nel sistema monoclino nel gruppo spaziale C2/m (gruppo nº 12) con i parametri reticolari a = 9,98 Å, b = 18,22 Å, c = 5,29 Å e β = 103,73°, oltre ad avere 2 unità di formula per cella unitaria.

## Origine e giacitura
La ferro-richterite è un raro minerale secondario nelle sieniti ricche di sodio e nei loro equivalenti vulcanici, oppure può essere trovata in sostituzione dei minerali ferromagnesiaci nel granito; la paragenesi è con fayalite, feldspato, ferro-actinolite, pirosseni e zircone.
Il minerale è stato trovato in pochi siti sparsi per il mondo, meno di una trentina e non è nota la sua località tipo.

## Forma in cui si presenta in natura
La ferro-richterite è stata trovata in cristalli prismatici, in masse reticolare o cresciuto sopra il clinopirosseno. Il minerale è da trasparente a traslucido con lucentezza vitrea; il colore va da marrone a rosso-brunastro, ma anche rosso-rosa, giallo, grigio-marrone, oppure da verde chiaro a verde scuro, mentre il colore del suo striscio è sempre bianco.

## Proprietà ottiche
La ferro-richterite mostra un forte pleocroismo con colori che vanno dal giallo lungo {\displaystyle x}, al nero-blu lungo {\displaystyle y}, al verde-blu scuro lungo {\displaystyle z}.

## Minerali correlati
La potassic-ferro-richterite è un minerale che possiede formula chimica K(NaCa)Fe2+5Si8O22(OH)2, simile a quella della ferro-richterite, dove però il catione dominante in posizione A è il potassio (K) anziché il sodio (Na). Pur non essendo ancora stata approvata dall'Associazione Mineralogica Internazionale, è considerato a tutti gli effetti un anfibolo appartenente al gruppo contenente la radice richterite nel nome.